# Angrogna
Angrogna (pronuncia Angrógna, [aŋˈɡroɲɲa]; Angreugna in piemontese, Ëngreunha o Angruenha in occitano) è un comune italiano di 808 abitanti della città metropolitana di Torino, nel Piemonte occidentale, a circa 58,8 chilometri a sud-ovest dal capoluogo.

## Geografia fisica
Situata nell'omonima valle, come diramazione secondaria verso nord della più importante Val Pellice, dopo Pinerolo e Bricherasio, Angrogna occupa una zona dove scorre il torrente omonimo, un piccolo affluente del torrente Pellice. Insieme al vicino comune di Torre Pellice, rimane altresì uno dei più importanti centri della Chiesa Valdese di tutto il territorio italiano.
Il territorio di Angrogna è molto vasto, in larga parte di carattere boschivo, prealpino e alpino delle Alpi Cozie. Le località e le frazioni a nord confinano, al di là delle vette, coi territori montani sotto Prali e Perrero (Riserva naturale della Conca Cialancia e Valle Germanasca), San Germano Chisone, Pramollo e Prarostino (Valle del Chisone). A est, confina coi territori di Bricherasio, mentre a sud con Luserna San Giovanni, Torre Pellice e Villar Pellice (Val Pellice).

## Origini del nome
Secondo una tradizione, il nome deriverebbe dalla voce piemontese grogn /ˈɡrʊɳ/, che significa bernoccolo, in riferimento alle colline su cui sorge il paese. In realtà, il toponimo ha origine dalla voce gallica agranio, il cui significato è prugnolo. Fra le sue bellezze naturali presenti nel suo territorio si segnala la piccola grotta detta "Guièiza d' la Tana", ricordata da Edmondo De Amicis nel suo libro Alle porte d'Italia.

## Storia
Abitata già nella preistoria, come testimoniato dalle incisioni rupestri presenti, divenne presto anche terra di alcuni insediamenti celto-liguri; tuttavia, essendo un Comune montano distaccato, lungo i secoli non fu d'interesse di dominio territoriale come, ad esempio, i più importanti paesi di bassa valle di Torre Pellice e Luserna San Giovanni.
Questo fece di Angrogna una sorta di oasi naturalistica pressoché intatta, e che servì spesso da rifugio lungo la storia, tanto da fregiarsi oggi, il titolo di Terra di Libertà. Per primi i protestanti calvinisti della comunità valdese, che già dal medioevo si dovettero spesso isolare qui durante i periodi delle persecuzioni sabaude.
Nel 1532, in località Chanforan si tenne il sinodo di tutte le chiese valdesi d'Italia, di Francia, delle Calabrie e delle Puglie. In tale occasione, venne decisa l'adesione alla riforma protestante e la stampa della cosiddetta "Bibbia di Olivetan", che avrebbe visto la luce tre anni dopo. Nel 1555 venne fondato il primo tempio protestante della penisola.
Angrogna, già feudo sotto i Luserna, fu elevata a Marchesato nel 1636, sotto la signoria di Emanuele Manfredi. Con l'inaugurazione del culto pubblico valdese, ebbero inizio però anche dure persecuzioni nei confronti dei suoi seguaci. 

Divenuto nel 1680 il comune più popolato delle valli con 2 250 abitanti, nel corso del XVII secolo, quando la persecuzione verso i valdesi si fece più feroce, venne più volte distrutto. Nel 1686, Vittorio Amedeo II, in accordo con la politica di Luigi XIV, re di Francia, iniziò la sistematica espulsione dei valdesi dalle loro valli.
Angrogna fu tra quelle colpite molto duramente : le truppe locali distrussero le case dei valdesi, i terreni espropriati e ceduti ad altri agricoltori cattolici provenienti da altre parti del Piemonte. Dopo la conciliazione con Vittorio Amedeo, i valdesi tornarono nel paese, ma il borgo non raggiunse mai più la grandezza e l'importanza svolta prima delle persecuzioni.
Un particolare cenno va fatto alla frazione di Pradeltorno - roccaforte naturale per la sua conformazione geografica - che fu il centro della resistenza valdese dal XV secolo al XVIII secolo. A metter pace nel territorio occorse l'intervento di Carlo Alberto di Savoia che concesse ai valdesi, il 17 febbraio 1848, i diritti civili e politici. 

## Monumenti e luoghi d'interesse
- Chiesa di San Lorenzo, situata nell'omonima frazione.
- La confraternita del Santo Spirito.
- Tempio Valdese della frazione San Lorenzo, edificato nel 1555, fu distrutto nel 1561 da Emanuele Filiberto. Ricostruito, venne nuovamente distrutto durante le Pasque piemontesi del 1655; ancora ricostruito, subì una terza ed ultima distruzione nel 1686. L'attuale costruzione risale al 1708, quando, dopo il "Glorioso rimpatrio" dei valdesi, si edificò un nuovo tempio sulle rovine dei precedenti.
- Tempio Valdese del Ciabàs, risalente al XVI secolo, famoso perché, essendo in vigore fino al 1794 la proibizione di seppellire i protestanti nei cimiteri piemontesi, vi furono accolte le spoglie di numerose personalità straniere decedute in Piemonte
- Tempio Valdese delle Serre, la cui attuale costruzione risale al 1875. Come per il Tempio Valdese di frazione San Lorenzo, vide una serie di distruzioni e ricostruzioni.
- Tempio Valdese, di Pradeltorno fu eretto nel 1877, in stile neogotico;
- "Collegio dei Barba" ("Coulege d'i Barba"), a Pradeltorno, poco distante dal Tempio Valdese di Pradeltorno. A partire dal medioevo venivano qui formati i predicatori valdesi o "Colportori", detti appunto "Barba".[6] Ampia documentazione si può trovare presso il Museo Valdese di Torre Pellice.
- La peira d'la rasoun (La pietra della ragione), monumento situato nella piazza principale del paese, ricorda di quando i debitori insolventi venivano posti alla berlina.
- Monumento di Chanforan, eretto a memoria del Sinodo del 1532 e situato nell'omonima località.
- Guièiza (o Gheisa) d'la tanaè grotta situata non lontano dalla località di San Lorenzo: fu il rifugio naturale dei valdesi ai tempi delle persecuzioni.

## Società

### Evoluzione demografica
Abitanti censiti

### Religione
La maggioranza della popolazione è di religione cristiana appartenente principalmente alla Chiesa evangelica valdese.
La religione cattolica è presente con una sola parrocchia.

### Lingue e dialetti
Il territorio di Angrogna ha ospitato una minoranza autoctona di persone che parlavano l'occitano. Il Comune è riconosciuto dalla legge 482 del 1999 come parte della minoranza storica occitana.

## Amministrazione

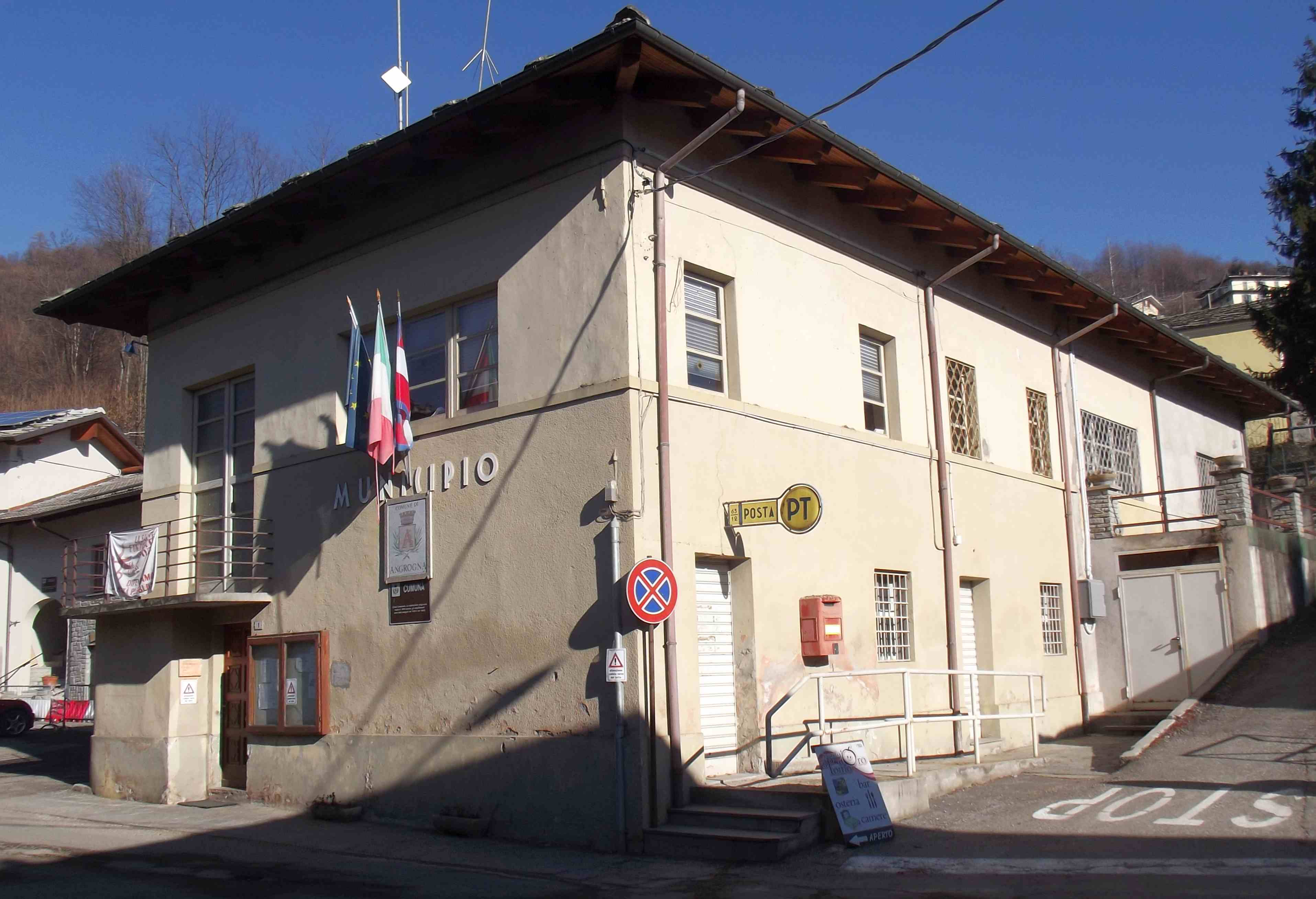
Il municipio

| Periodo | Periodo | Primo cittadino | Partito      | Carica  | Note       |
| ------- | ------- | --------------- | ------------ | ------- | ---------- |
| 2007    | 2012    | Mario Malan     | lista civica | Sindaco |            |
| 2012    | 2021    | Mario Malan     | lista civica | Sindaco | II mandato |

### Altre informazioni amministrative
Dal 1973 al 2010 il comune ha fatto parte della Comunità montana Val Pellice; dal 1º gennaio 2010, nell'ambito di un processo di riorganizzazione amministrativa, ha aderito alla Comunità montana del Pinerolese.
A seguito della soppressione delle comunità montane del Piemonte, con la Legge regionale 28 settembre 2012, n. 11, Angrogna è entrato a far parte dell'Unione Montana del Pinerolese.

## Cultura
Al borgo è stato intitolato l'asteroide 8420 Angrogna, scoperto dall'astronomo Paul G. Comba, i cui antenati vissero qui.

## Galleria d'immagini

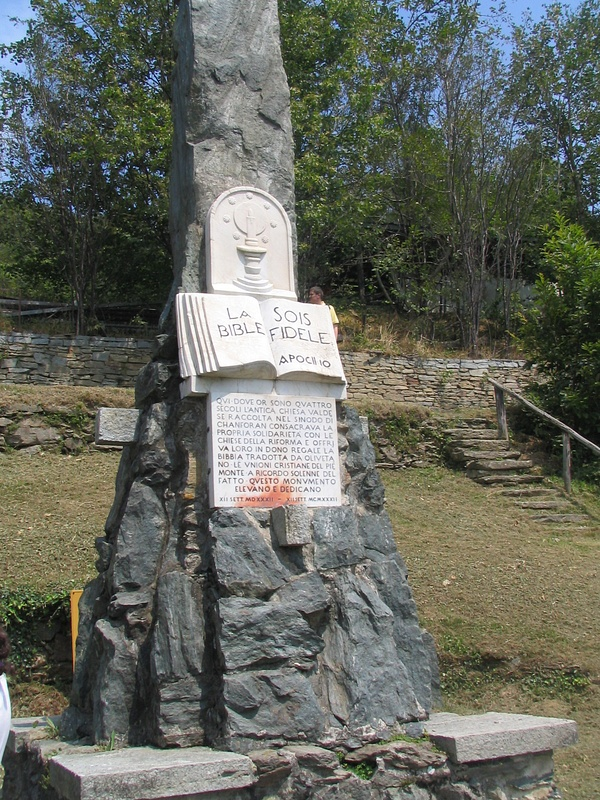
Monumento a memoria del sinodo di Chanforan, 1532
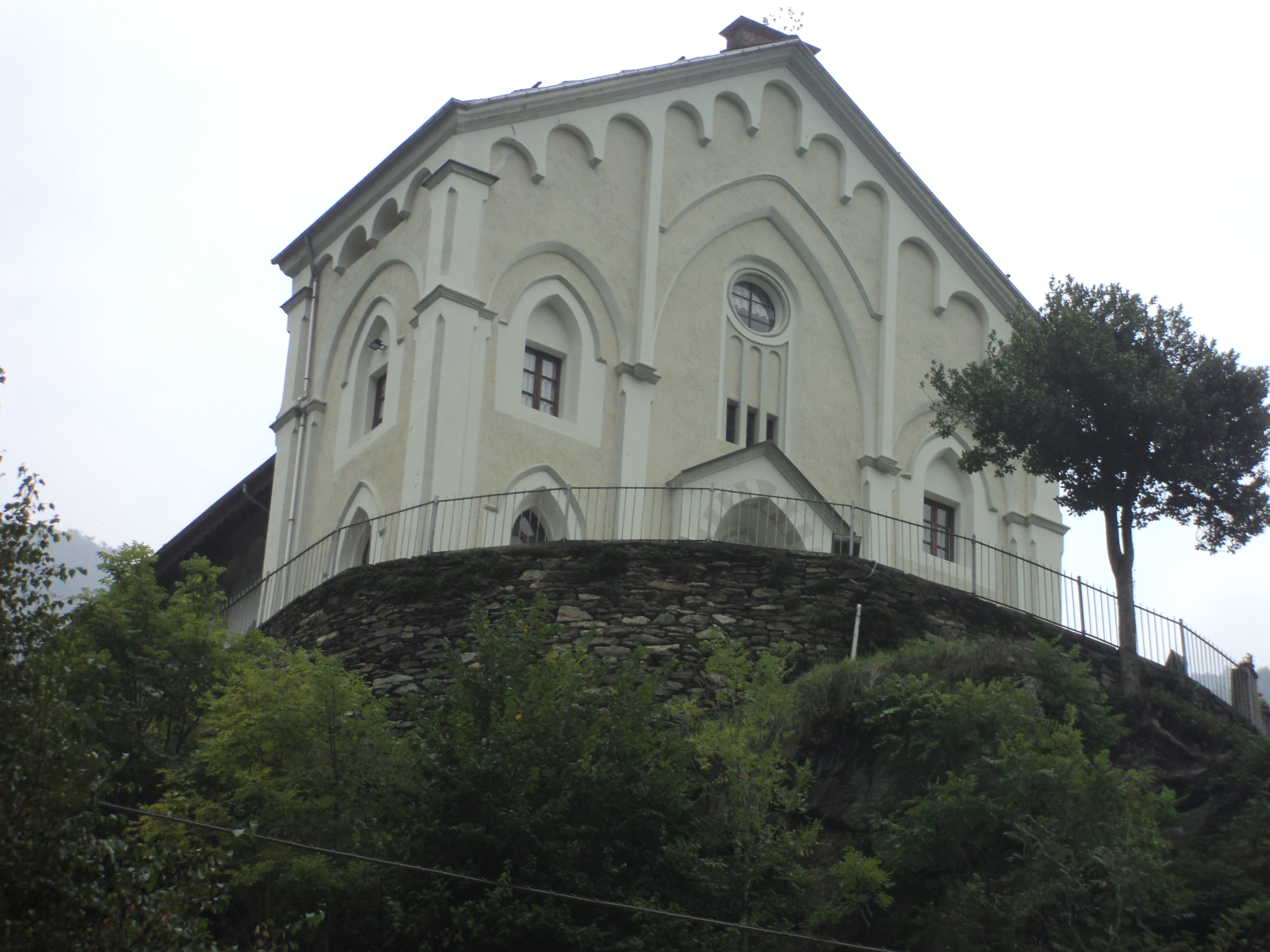
Il Tempio Valdese a Pradeltorno
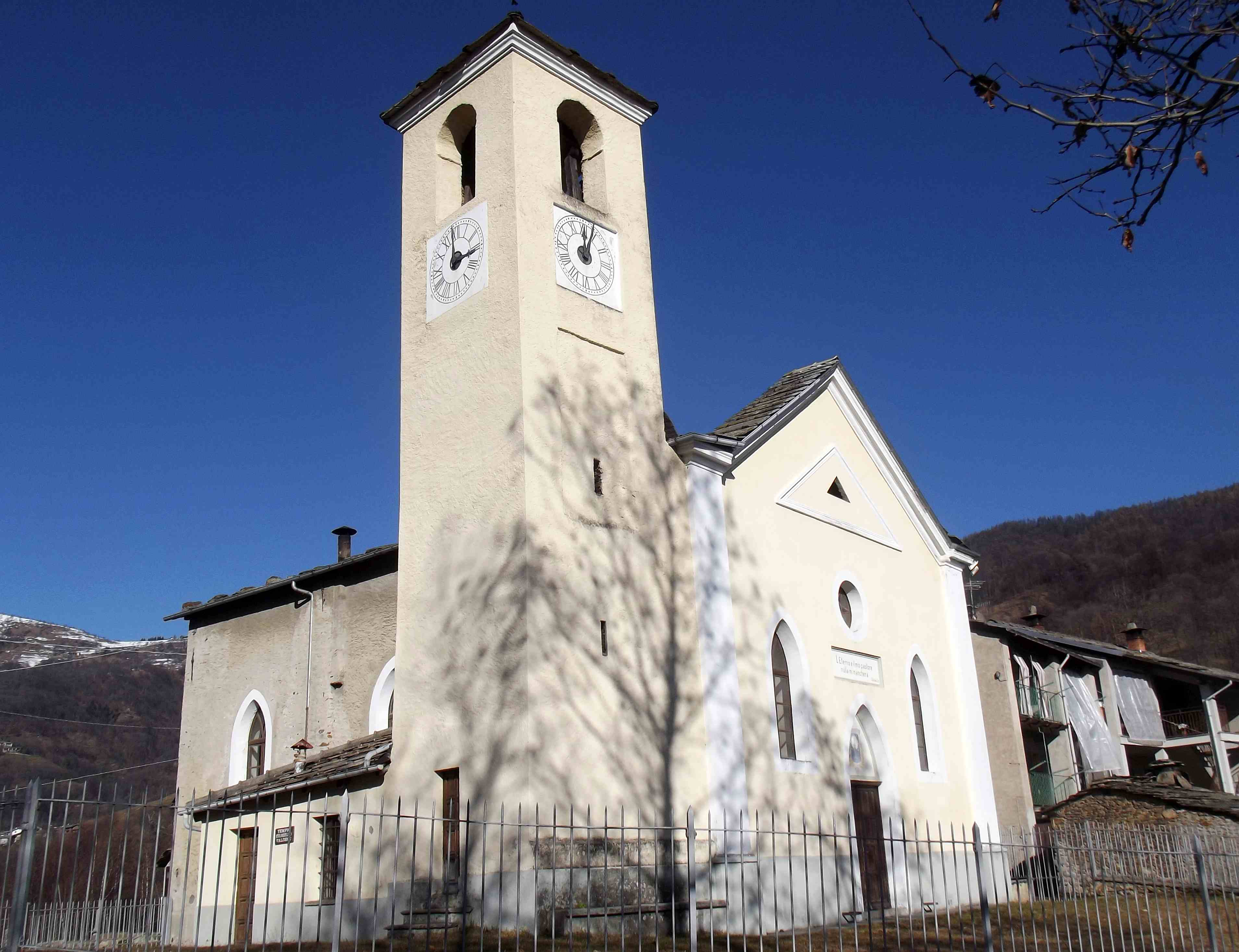
Il tempio valdese a Serre
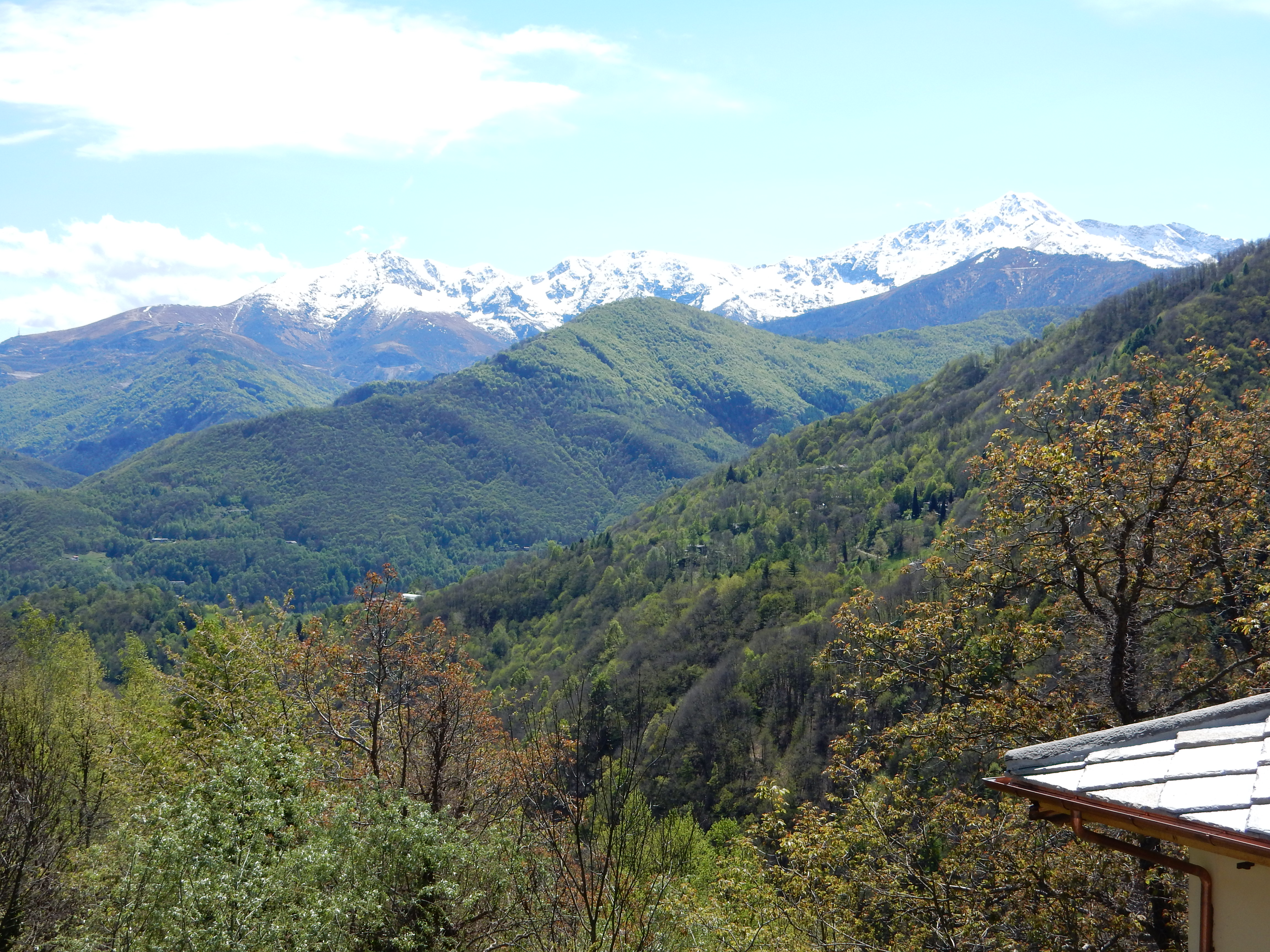
Panorama della Valle Angrogna dal capoluogo